# Partit Popular (Polònia)
El Partit Popular (polonès Stronnictwo Ludowe, SL) fou un partit polític de Polònia, actiu des de 1931 durant la Segona República Polonesa i de caràcter populista agrari, ja que els seus militants eren principalment camperols. Fou creat el 1931 de la fusió de tres petits partits agraris: Partit Popular Polonès-Piast (Polskie Stronnictwo Ludowa Piast), Partit Popular Polonès-Wyzwolenie (Polskie Stronnictwo Ludowa Wyzwolenie) i el Partit Camperol (Stronnictwo Chłopskie, SCH).
Durant la Segona Guerra Mundial va ser coneguda com a Stronnictwo Ludowa Roch i del seu braç militar, Bataliony Chłopskie, va formar part del moviment de resistència polonesa durant la Segona Guerra Mundial. Després de la final de la guerra, Stronnictwo Ludowa sota la direcció de Wincenty Witos va decidir donar suport a Stanisław Mikołajczyk. Tanmateix, alhora, els comunistes polonesos donaren a un dels seus partits satèl·lit el nom de Stronnictwo Ludow, i el vell Stronictwo Ludowa, ara lleials a Mikolajczyk, va canviar el seu nom pel de Partit Camperol Polonès (PSL).
Després de la derrota de Mikolajczyk a causa del frau electoral dels comunistes a les eleccions parlamentàries poloneses de 1947, les restes del Polskie Stronictwo Ludowa es van fusionar amb el procomunista Partit Popular Unit, (ZSL).